# International Fantasy Award
Der International Fantasy Award (IFA) war ein Literaturpreis für das beste Science-Fiction- oder Fantasy-Buch sowie für das beste -Sachbuch. Erstmals im Jahr 1951 auf einer englischen Science-Fiction-Convention verliehen, handelte es sich um die älteste Auszeichnung für Werke der Science-Fiction und Fantasy. Sie wurde für Bücher von 1951 bis 1955 sowie erneut 1957 und für Sachbücher von 1951 bis 1953 vergeben.
Initiatoren waren vier bekannte Mitglieder der Convention von 1951 (Leslie Flood, G. Ken Chapman, Frank A. Cooper und der Autor John Wyndham), die der Leitung von Nova Publications, einem britischen Herausgeber von Fantasy-Magazinen, angehörten. Von ihnen wurden auch die ersten Preisträger ausgewählt.
In den folgenden Jahren vergab ein internationales Gremium, zu dem unter anderem die Autoren und Herausgeber Anthony Boucher, P. Schuyler Miller, Judith Merril, Groff Conklin, Basil Davenport und John Carnell zählten, den Preis. Dieser „war als Anerkennung von Originalität, individuellem Stil und literarischer Substanz gedacht“ (Alpers, Fuchs, Hahn, Jeschke: Lexikon der Science Fiction Literatur. München 1988).

## Preisträger

### Buch
Zugelassen waren im Jahr vor der Preisverleihung erstmals als Buch veröffentlichte Romane oder Anthologien mit Erzählungen eines Autors.
| Jahr | Autor             | englischer Titel       | deutscher Titel          |
| ---- | ----------------- | ---------------------- | ------------------------ |
| 1951 | George R. Stewart | Earth Abides           | Leben ohne Ende          |
| 1952 | John Collier      | Fancies And Goodnights | –                        |
| 1953 | Clifford D. Simak | City                   | Als es noch Menschen gab |
| 1954 | Theodore Sturgeon | More Than Human        | Die Ersten ihrer Art     |
| 1955 | Edgar Pangborn    | A Mirror for Observers | Der Beobachter           |
| 1957 | J. R. R. Tolkien  | The Lord of the Rings  | Der Herr der Ringe       |

### Sachbuch
Zugelassen waren Sachbücher, die den wissenschaftlichen oder gesellschaftlichen Fortschritt anhand der Weiterentwicklung bekannter Fakten oder anerkannter Theorien darstellten bzw. beeinflussen könnten.
| Jahr | Autor                         | englischer Titel         | deutscher Titel            |
| ---- | ----------------------------- | ------------------------ | -------------------------- |
| 1951 | Willy Ley, Chesley Bonestell  | The Conquest of Space    | Die Eroberung des Weltalls |
| 1952 | Arthur C. Clarke              | The Exploration of Space | Vorstoss ins All           |
| 1953 | L. Sprague de Camp, Willy Ley | Lands Beyond             | –                          |